# Федотов, Александр Сергеевич (художник)
Александр Сергеевич Федотов (25 января 1955, Выру, Выруский район, Эстонская ССР, СССР — 1 июня 2021, Казань, Республика Татарстан, Российская Федерация) — советский и российский художник, живописец, пейзажист. Заслуженный художник Российской Федерации (2015). Заслуженный деятель искусств Республики Татарстан (2005).

## Биография
Александр Сергеевич Федотов родился 25 января 1955 года в Выру Эстонской ССР. Из семьи военного.
В 1975 году с отличием окончил Рязанское художественное училище. Затем продолжил образование в Москве, где в 1983 году закончил Московский государственный художественный институт имени В. И. Сурикова по мастерской профессора Д. К. Мочальского. Переехав в Казань, в 1986 году окончил Творческую мастерскую живописи Академии художеств СССР под руководством Х. А. Якупова.
Выставлялся с 1982 года, принимал участие в международных, всесоюзных, всероссийских, зональных и региональных выставках. Персональные выставки проходили в Нижнекамске (1991) и Казани — в 1993 (совместно с Н. Х. Кумысниковой), 2002, 2006, 2015 и 2020 годах. Произведения находятся в коллекциях Государственного музея изобразительных искусств Республики Татарстан, Альметьевской картинной галереи, частных галереях в России, Германии, Норвегии, Великобритании, а также в личном собрании семьи Федотова.
В 1990 году принят в члены Союза художников. В 2005 году стал заслуженным деятелем искусств Республики Татарстан, а в 2016 году удостоен звания заслуженного художника Российской Федерации. В 2020 году отметил 65-летний юбилей.
Александр Сергеевич Федотов скончался 1 июня 2021 года в Казани в возрасте 66 лет. После отпевания в храме Рождества Христова на улице Адоратского, похоронен на кладбище «Курган». В 2023 году в выставочном зале Московского союза художников состоялась посмертная выставка Федотова.

## Очерк творчества
Характеризуется как мастер пейзажа и один из ведущих пейзажистов Татарстана, творчество которого известно и на всероссийском уровне. Будучи продолжателем традиций таких мастеров русской школы пейзажной живописи, как А. К. Саврасов, А. И. Куинджи, Н. П. Крымов, в своих работах отразил эстетические представления современного художника. При этом, по оценкам критики, творчество Федотова трудно отнести к какому-то определённому направлению, так как федотовский пейзаж несёт отпечаток самой личности автора, цепкой зрительной памяти и аналитического ума, неповторимости взгляда на мир, мастерства исполнения. За более чем тридцать лет работы он показал себя тонким пейзажистом, отразившим в своих работах все свои чувства, радость, печаль, восторг, трепет, ощущение вечности и вместе с тем мимолетности природы.
Художественный метод Федотова характеризуется монументализацией и лаконичностью формы в сочетании графически чётким живописным языком, тяготеющим к фигуративному минимализму, геометризму, или даже к абстракционизму. Одной из главных особенностей его работ является светоносность, наследующая импрессионизму — такой степени передача глубины пространства, так называемого «воздуха», которая решается посредством соспоставления различных цветовых плоскостей и неброскую природу средней полосы России наделяет необыкновенной живостью и одухотворённостью. Тяготея к символизму, при создании образов художник отбрасывал всё лишнее и доводил изображение до той степени обобщения, когда оно в качестве архетипического знака-сверхидеи выявляет саму внутреннюю суть картины. Колорит пейзажей Федотова отличается буйством красок, однако он не ставил «хорошую живопись» и фактуру превыше реализма, правды жизни, при отображении которой был как мастером тонко нюансированной палитры, так и усиленных контрастных решений. Своим видением пейзажа, духовной наполненностью, эмоциональным богатством, глубиной постижения природы и её восприятием как одухотворённого начала Федотов снискал успех критики и публики, добившись её сопереживания.
Пейзаж Федотова отличается значительной широтой сюжетов, запечатлевших различные состояния природы во все времена года — бесконечное поле разнотравья, ночной сад и спящие дома, берёзы тихим летним днём, лесное озеро, лунная летняя ночь, опустевший осенний лес, холодная ноябрьская река, тени на снегу и ветки деревьев, освещённые закатным солнцем. В числе основных произведений Федотова критикой отмечены «Пора сенокоса» (1986), «Ночь в деревне» (1988), «Ворота», «Лунная ночь» (оба — 1990 г.), «Лодки» (1993), «Дворик» (1995), «Восход луны» (1995), «Зимнее солнце» (1996), «Облако» (1996), «Тополя у воды» (1997), «Ранний снег. Берег» (1999), «Слобода» (2000), «Туман» (2002), «Казанский вечер» (2005), «Возвращение» (2005), «Облака. Стога» (2006), «Зимний лес» (2008), «Осень. Ели» (2009), «Парк. Деревья» (2010), «Парк. Снег» (2011), «Синий снег» (2011), «Березовая роща» (2011), «Сумерки. Букет» (2012), «Облака над Свиягой» (2012), «Осенняя роща» (2012), «Свияжск. Хмурый вечер» (2012), «Туманное утро» (2019).

## Награды
- Почётное звание «Заслуженный художник Российской Федерации» (2016 год) — за большие заслуги в развитии отечественной культуры и искусства, многолетнюю плодотворную деятельность[22]. Вручено председателем Государственного Совета Республики Татарстан Ф. Х. Мухаметшиным в 2017 году на церемонии в Казанском Кремле[23].
- Почётное звание «Заслуженный деятель искусств Республики Татарстан» (2005 год)[1].
- Серебряная медаль «Духовность. Традиции. Мастерство» Союза художников России (2011 год)[3].

## Личная жизнь
Жена — Наиля Халитовна Кумысникова (р. 1958), деятель декоративно-прикладного искусства, поженились в 1983 году после окончания МГХИ имени В. И. Сурикова. Сын — Джамиль (архитектор, дизайнер).